# Pełnia (singel Donatana i Maryli Rodowicz)
Pełnia – singel producenta muzycznego Donatana i piosenkarki Maryli Rodowicz. Wydawnictwo, w formie digital download ukazało się 2 czerwca 2015 roku nakładem Universal Music Polska i Don Produkcja.
Utwór wyprodukowany przez Donatana został zarejestrowany w krakowskim Gorycki & Sznyterman Studio we współpracy z realizatorem Jarosławem Baranem. Dodatkowe instrumenty zarejestrowali akordeonista Jacek Kopiec i altowiolistka Magdalena Brudzińska. Piosenka była promowana teledyskiem, który wyreżyserował Piotr Smoleński. Piosenkę otwiera monolog nagrany przez lektora Tomasza Knapika.
W wideoklipie zrealizowanym w Zespole pałacowym w Lubniewicach poza Marylą Rodowicz i Donatanem wystąpili, Jarosław Baran, prezenter telewizyjny Krzysztof Ibisz, piosenkarka Joanna „Cleo” Klepko, performer Krystian Minda, celebrytka Aleksandra Ciupa, youtuberka, modelka Weronika „Mamiko” Heck oraz cheerleaderki klubu koszykarskiego Trefl Sopot, a także modelki Paula Tumala i Ewa Kępys.

## Notowania
| Kraj   | Lista                                           | Pozycja |
| ------ | ----------------------------------------------- | ------- |
| Polska | ZPAV Airplay – nowości                          | 3       |
| Polska | Szczecińska Lista Przebojów                     | 10      |
| Polska | Lista Przebojów Polskiego Radia Pomorza i Kujaw | 15      |
| Polska | Poplista RMF FM                                 | 3       |

## Certyfikat
| Kraj          | Certyfikat | Sprzedaż |
| ------------- | ---------- | -------- |
| Polska (ZPAV) | 2x platyna | 40 000+  |